# Primavera (mjukvara)
Primavera är ett mjukvarupaket för projekthantering. Det sjösattes 1983 av Primavera Systems Inc. och publiceras sedan 2008 av Oracle Corporation. Verktyget Primavera Project Planner är, tillsammans med Microsoft Project, ett av de mest använda projektplaneringsverktygen.